# Нествед
Нествед (дан. Næstved) — місто у Данії, в Зеландії, адміністративний центр однойменної комуни. 

## Географія
Місто розташоване на підні острова Зеландія, в гирлі річки Суса, у фіорді Карребек.

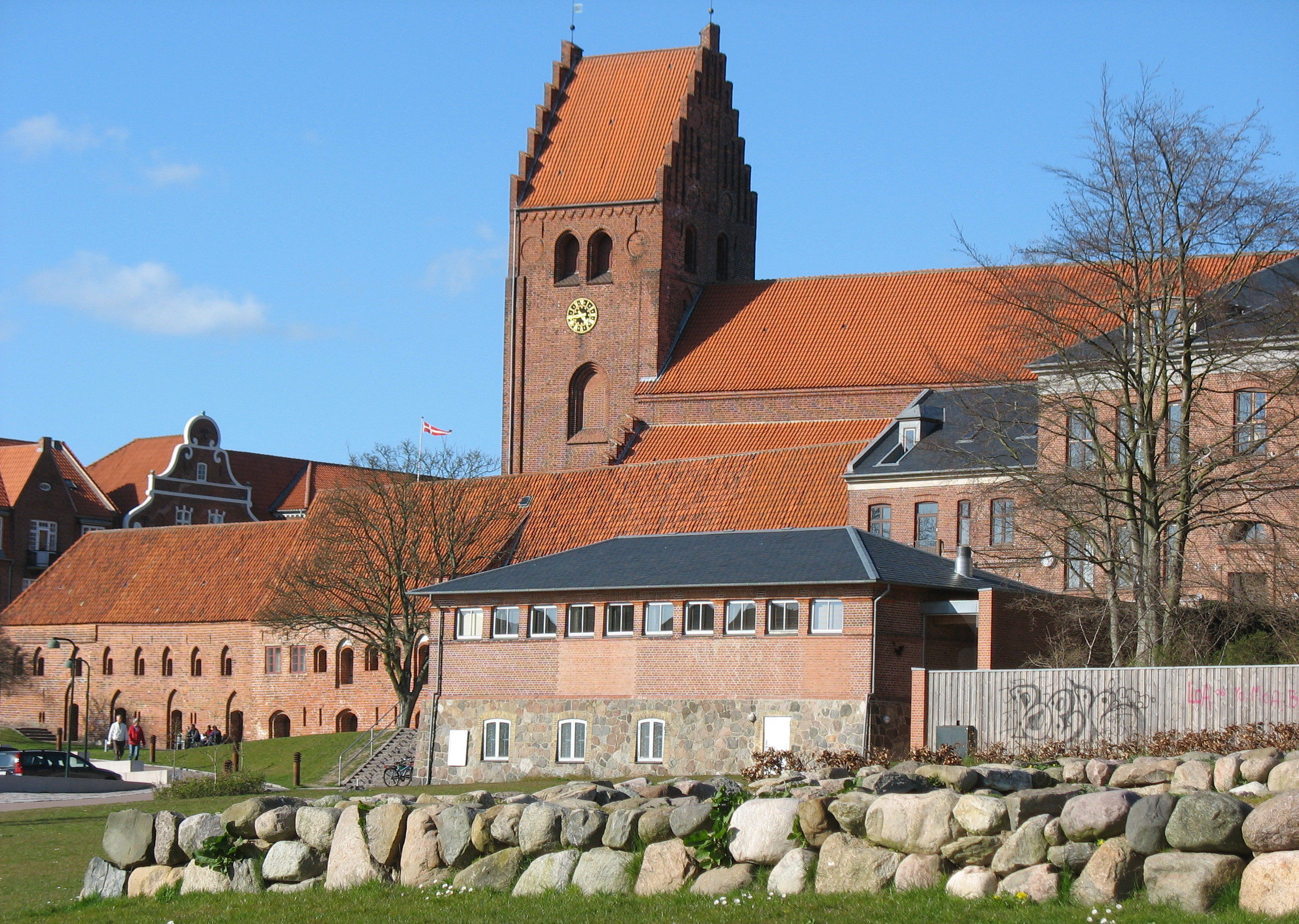
Кірха Святого Петра

## Клімат
У місті помірний морський клімат. Середньорічна температура — 9.2 °C. У рік випадає близько 677 мм опадів.
| Кліматограма Нестведу | Кліматограма Нестведу | Кліматограма Нестведу | Кліматограма Нестведу | Кліматограма Нестведу | Кліматограма Нестведу | Кліматограма Нестведу | Кліматограма Нестведу | Кліматограма Нестведу | Кліматограма Нестведу | Кліматограма Нестведу | Кліматограма Нестведу |
| --- | --------------------- | --------------------- | --------------------- | --------------------- | --------------------- | --------------------- | --------------------- | --------------------- | --------------------- | --------------------- | --------------------- |
| С | Л                     | Б                     | К                     | Т                     | Ч                     | Л                     | С                     | В                     | Ж                     | Л                     | Г                     |
| 54 3 −1 | 43 3 −1               | 46 6 1                | 41 11 4               | 51 16 8               | 69 19 12              | 69 21 14              | 73 21 15              | 64 17 12              | 59 12 8               | 53 8 4                | 55 5 1                |
| Середня макс. і мін. температури повітря (°C) Атмосферні опади (мм), за рік : 677 мм. Джерело: «Climate-Data.org» (англ.) |                       |                       |                       |                       |                       |                       |                       |                       |                       |                       |                       |

## Історія
Нествед — одне з найстаріших міст Данії, було засноване у 1135 році, отримало привілеї ринкового міста в 1140 році. У середні віки Нествед було великим містом та одним з найважливіших у Зеландії. 

## Населення
Нествед є п'ятнадцятим за кількістю населення містом країни та п'ятим за чисельністю населення містом Зеландії.

## Спорт
У місті базується ФК «Нествед».

## Персоналії
Уродженці
- Мадс Крістіансен — данський гандболіст, олімпійський чемпіон 2016 року.
- Кнуд Берге Мартінсен — данський доброволець військ СС, оберштурмбаннфюрер СС.
- Ганс Якоб Нільсен — данський боксер, який виступав у напівлегкій та легкій вазі. Олімпійський чемпіон 1924 року.
- DQ — данський співак-трансвестит (т. зв. Драг-квін).

## Міста-побратими
- Євле, Швеція
- Євік, Норвегія
- Альфтанес, Ісландія (1991)
- Раума, Фінляндія (1947)
- Сопот, Республіка Польща (1990)
- Шалон-сюр-Сон, Франція (2006)[2]

## Галерея

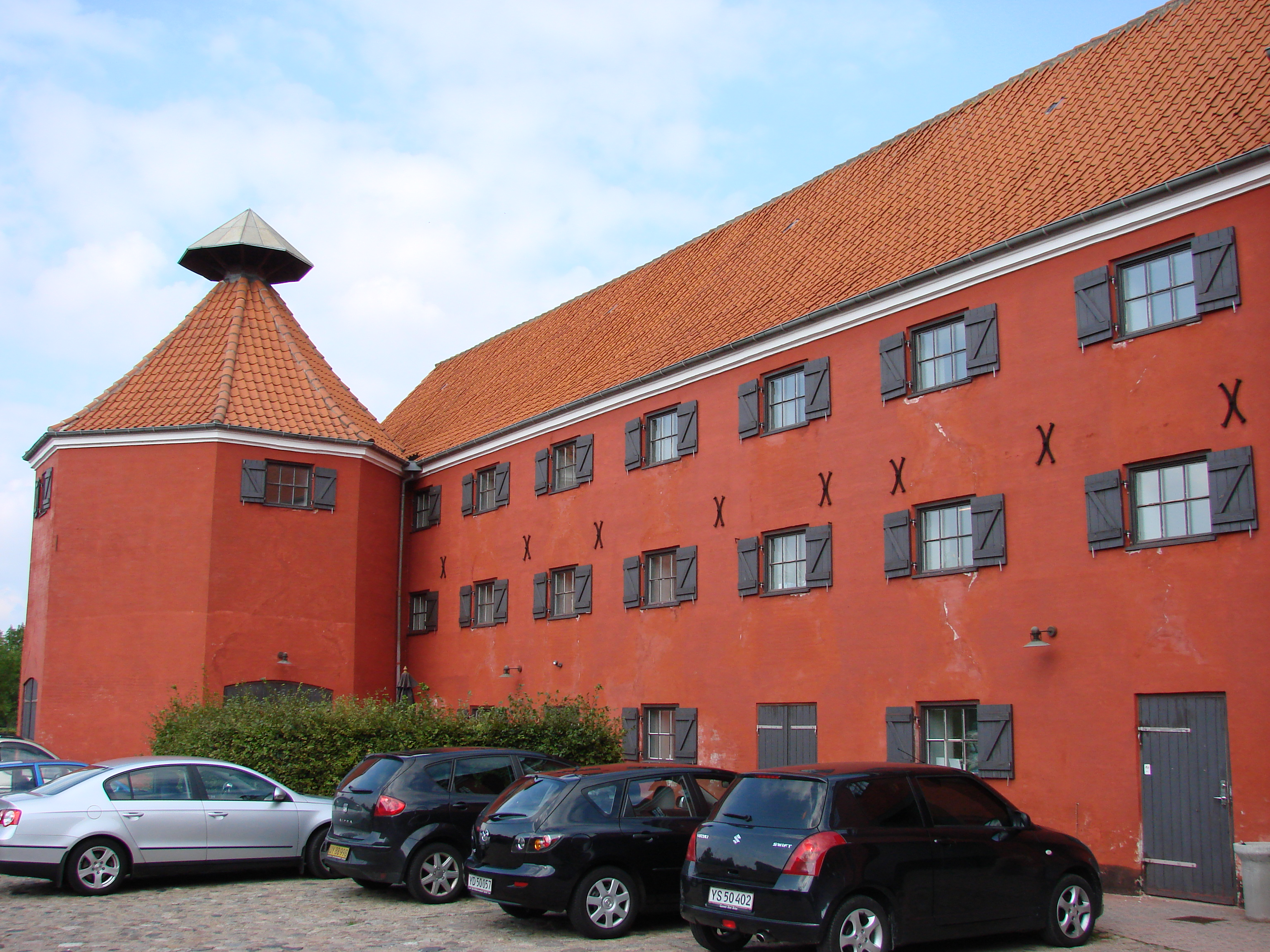
Будинок Віттусена
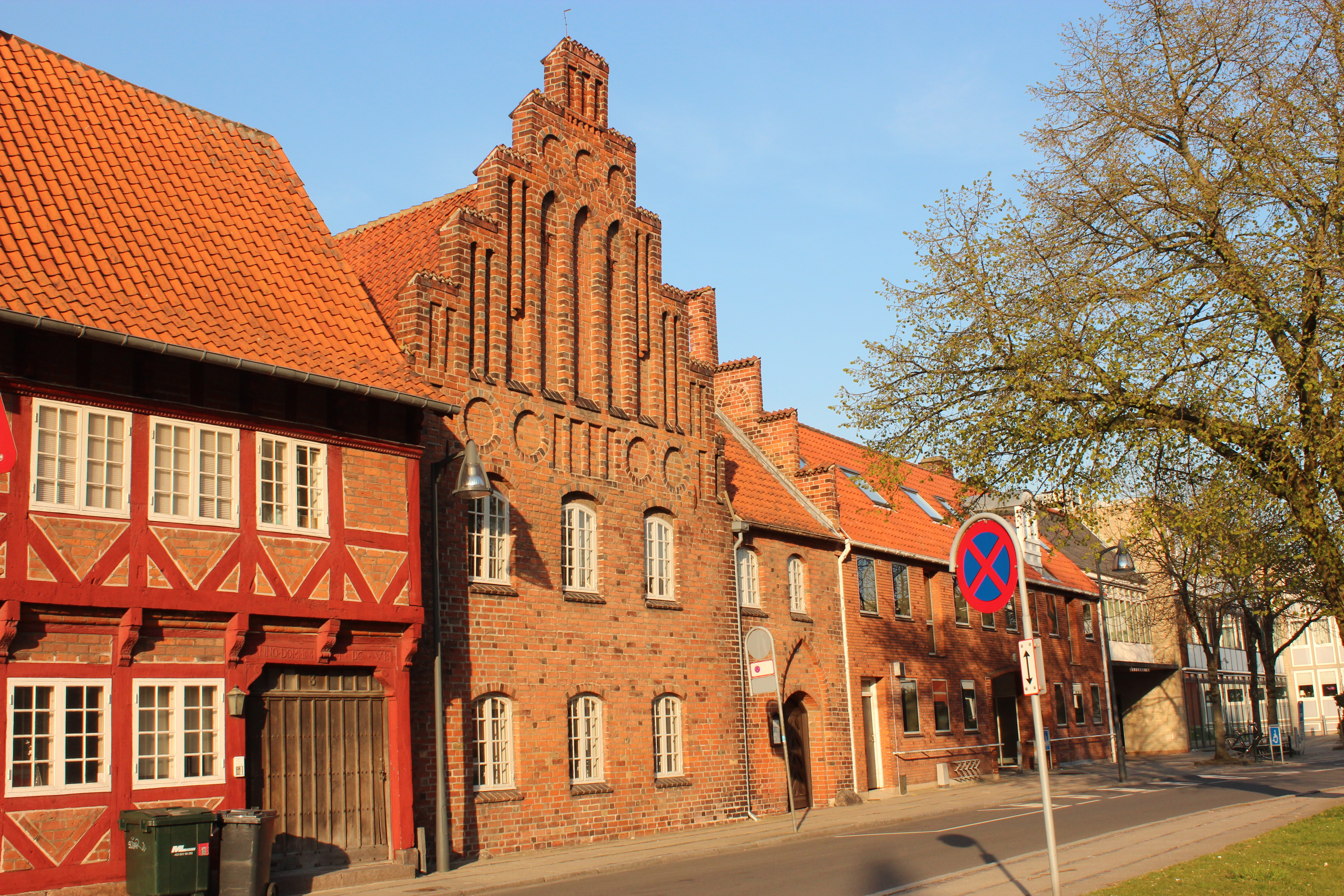
Стара ратуша
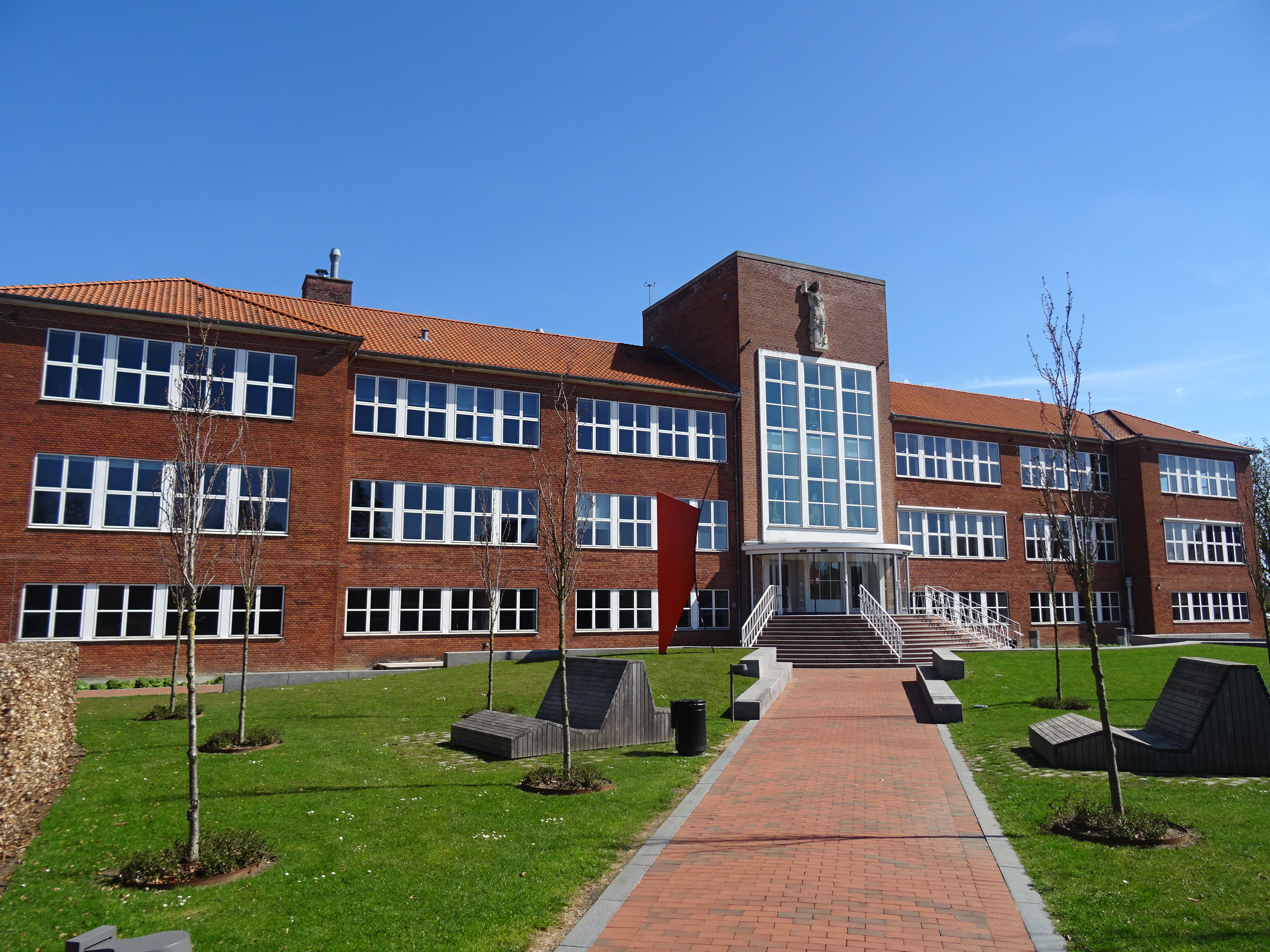
Гімназія
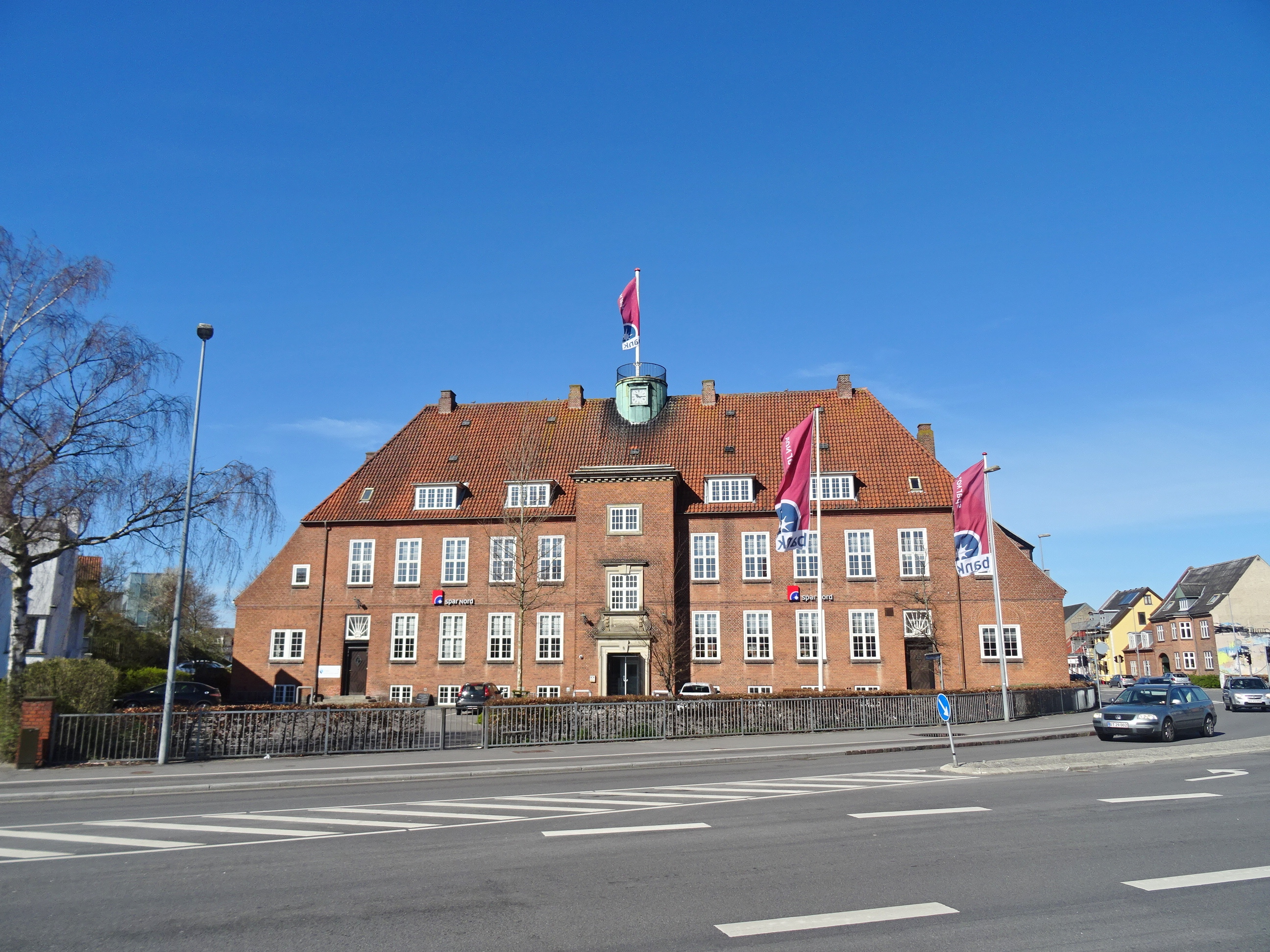
Spar Nord Bank
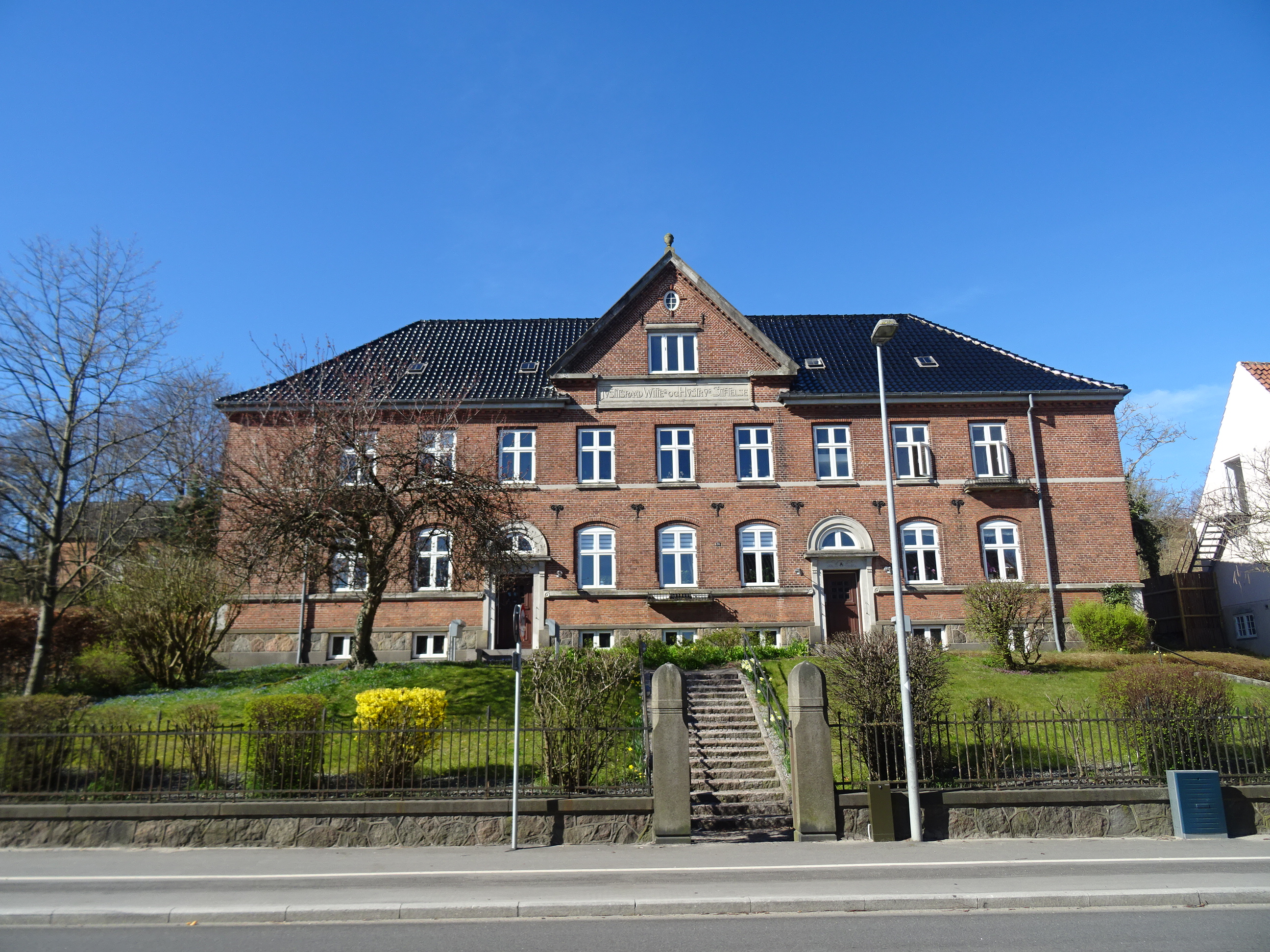
Рада правосуддя
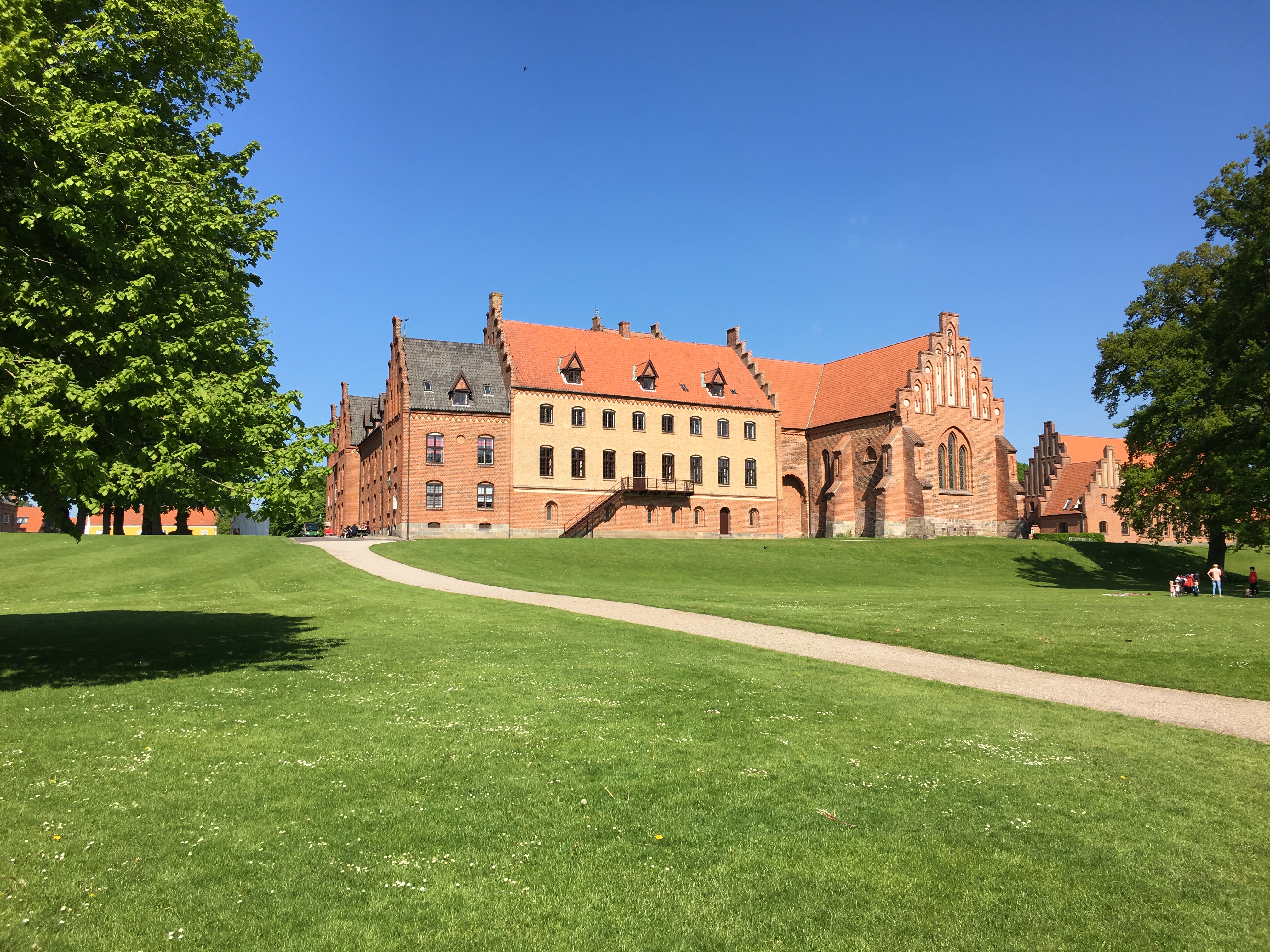
Школа-інтернат Герлуфсгольм

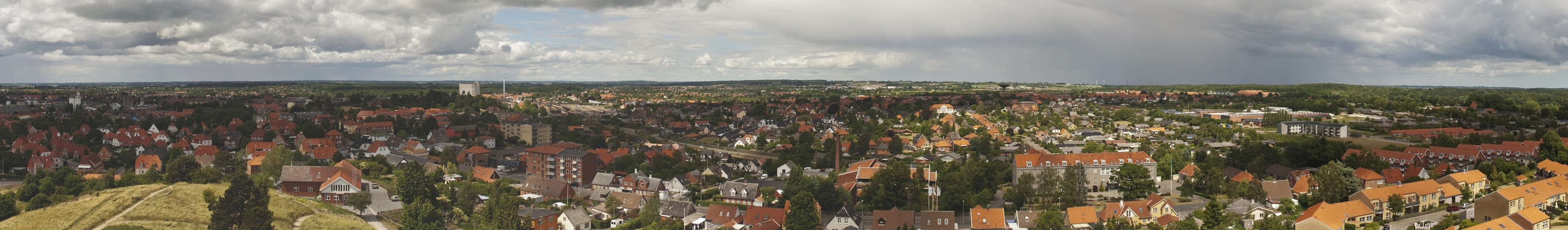
Панорама міста

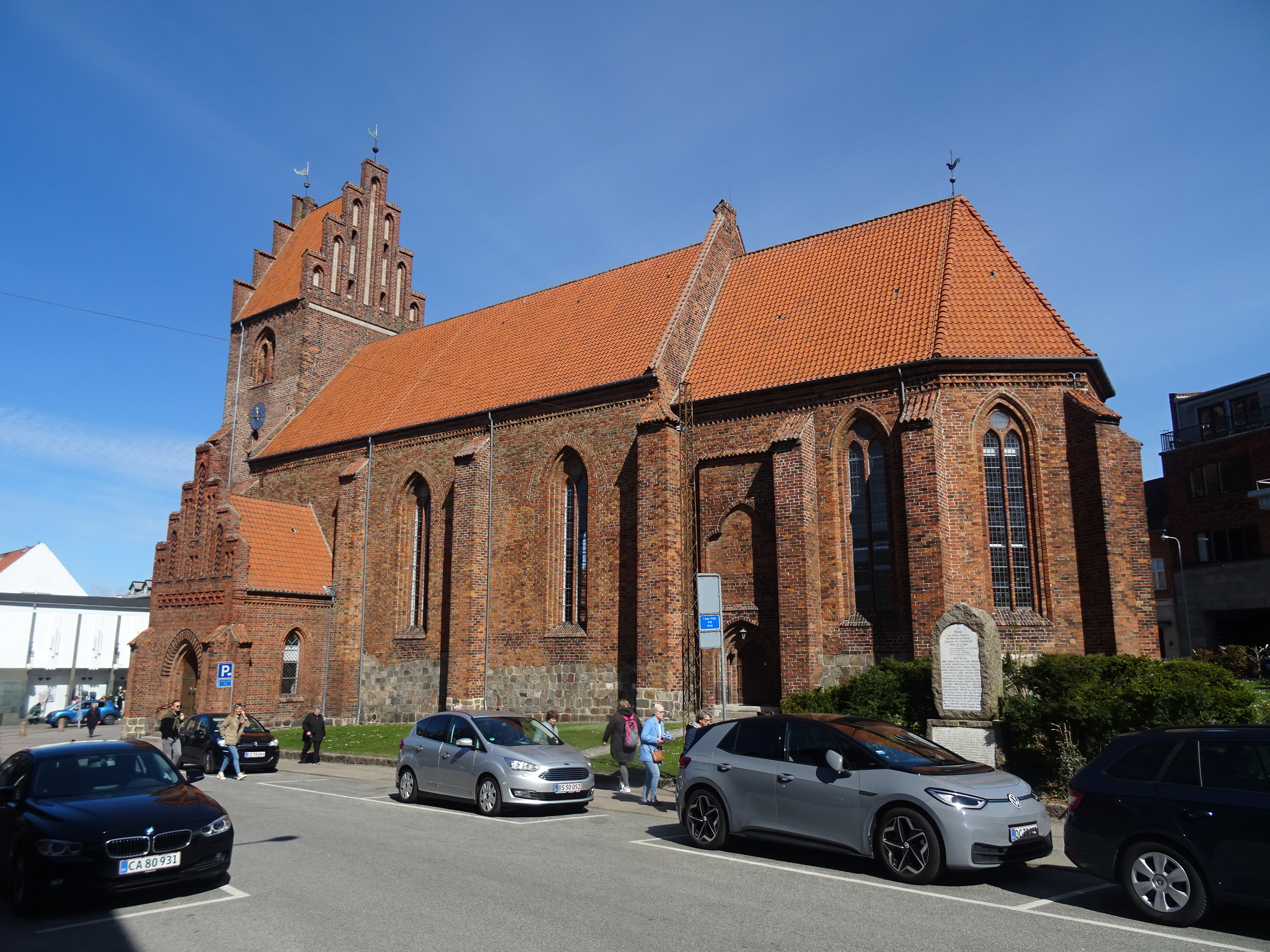
Кірха Святого Мортенса
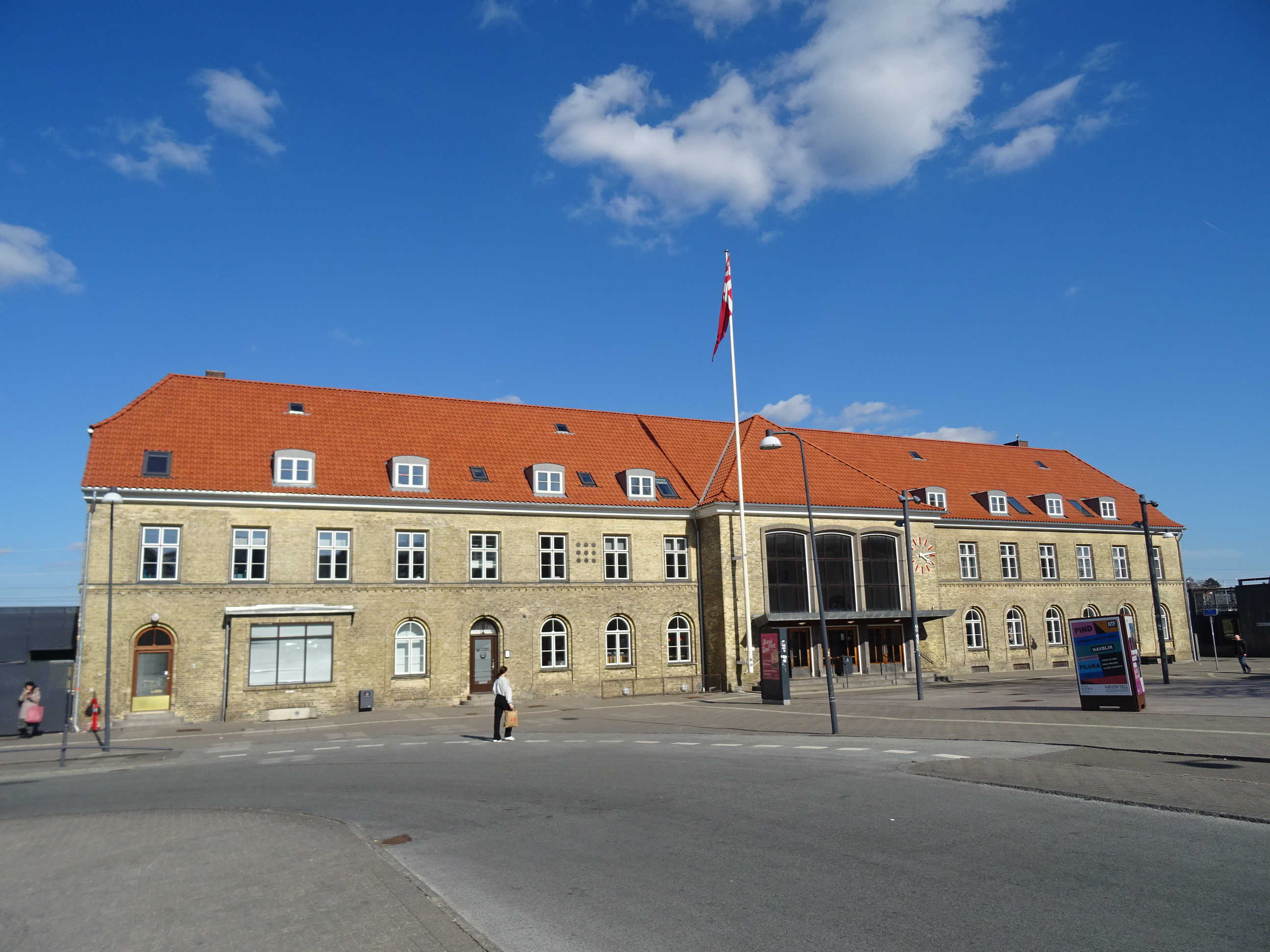
Залізничний двірець